# Голофеевка (Волоконовский район)
Голофеевка — село в Волоконовском районе Белгородской области России. Административный центр Голофеевского сельского поселения.

## География
Село расположено в юго-восточной части Белгородской области, на берегах реки под названием Голофеевский Сазан, левого притока Оскола, в 10 км по прямой к юго-востоку от районного центра Волоконовки.

## История

### Происхождение названия
Пётр I в целях колонизации южных окраин расширил царские пожалования в белгородских и воронежских землях. В крае большие массивы земель получили князья Меньшиков, Головин, Голицын, граф Шереметев. Первым владельцем голофеевских земель был Иван Нестеров сын Козмина (конец XVII века) отсюда идет второе название Голофеевки — «Козминская». В первой половине XVII века владельцем поселения стал помещик Голофеев, отсюда основное название — «Голофеевка».

### Исторический очерк
В 1678 году при царе Федоре Алексеевиче была произведена перепись населения страны, после чего жители края были закреплены за своими помещиками и обложены налогом.
В 1723—1726 годы «Валуйский помещик поручик Тимофей Голофеев скупает земли в Валуйском уезде по реке Третьему Сазону; Голофеевка была основана на них».

Следующим помещиком в Голофеевке был Л. Головин. Его отличала жестокость по отношению к крепостным. В одной из жалоб, поступивших из имения Головина властям, писалось:
«владелец, имея жестокий характер, ежедневно наносит побои кнутом и вообще обращается так жестоко, что из крестьян его в один год убежали 13 человек, некоторые от страха наказаний покушались на свою жизнь, а один десятилетний мальчик убежал в поле и там замерз после того как Головин иссек кнутом его мать».
1755 год. В селе построена деревянная церковь Живоначальныя Троицы. Известно имя одного из её настоятелей — священника Василия Юзина, служившего с 1778 года.
В 1766 году вслед за неповиновением крестьян в слободе Петровской (Погромец) забунтовали крепостные крестьяне и в Голофеевке.
С конца XVIII века Голофеевка принадлежит помещику Времеву. Здесь была его экономия, ему же принадлежали земли в Короче. Времев по мере надобности перебрасывал людей из Корочи в Голофеевку, оттуда были привезены крепостные мастеровые люди: Косолаповы, Тарановские, Рудневы. Из Корочи привезена семья Ивановых, которую Времев выменял у соседа-помещика за собак. Времев заставлял крепостных женщин кормить грудью щенят. Позже Времев покупает часть Погромца и поселяется в Голофеевке. Дом его был рядом с нынешней школой.
В 1859 год — Бирюченского уезда «владельческая слобода Голофеевка при реке Созоне» «по правую сторону большого почтового тракта из города Бирюча на город Валуйки» — имелась православная церковь, сахарный завод.
После реформы 1861 года жизнь крестьян ухудшилась, лучшие земли крестьян были отрезаны помещиком.
Война 1914 года застала село врасплох. Все население было в поле, на уборке хлеба. По звону колокола все крестьяне вернулись в село. Мужчины были взяты на фронт, откуда не вернулось 100 человек.
В 1917 году после Октябрьской революции крестьяне Голофеевки разграбили имущество местного владельца, поделили землю. Летом 1918 года Голофеевку занимали немцы, позже — гайдамаки, побывали здесь и махновцы, и бойцы 1-й Конной армии.
С июля 1928 года слобода Голофеевка — центр Голофеевского сельсовета (2 слободы, поселок и хутор) в Волоконовском районе.
В 1931 году в Голофеевке появился колхоз «Искра» (5 полеводческих бригад, конюшня, зернохранилище).
В 1936 году в Голофеевке построили клуб (в войну он сгорел).
В годы Великой Отечественной войны из Голофеевки на фронт ушло 167 человек, 67 не вернулось.
В 1943 году село было освобождено и началось восстановление колхоза.
Во второй половине 1950-х годов слобода Голофеевка в Погромском сельсовете Волоконовского района, после декабря 1962 года — в Валуйском районе, с апреля 1965 года — снова центр Голофеевского сельсовета (3 села, поселок, 2 хутора) в Волоконовском районе.
В 1963 году колхоз в селе получил новое название — «Прогресс».
В 1992 году на базе местного колхоза появилось акционерное общество «Русь».
К 1995 году в Голофеевке — дом культуры, библиотека, неполная средняя школа.
В 1997 году село Голофеевка — центр Голофеевского сельского округа (3 села, поселок, 2 хутора) в Волоконовском районе.

## Население
В 1859 году — 130 дворов, 889 жителей (437 мужского и 452 женского пола).
В 1931 году в слободе Голофеевке — 1302 жителя.
На 17 января 1979 года в селе Голофеевке — 502 жителя, на 12 января 1989 года — 366 (155 мужчин, 211 женщин).
В 1997 году в Голофеевке насчитывалось 174 домовладения, 424 жителя.
| 1859 | 1897 | 2002 | 2010 |
| ---- | ---- | ---- | ---- |
| 889  | ↗890 | ↘397 | ↘342 |

## Интересные факты
- На территории села Голофеевки поселялись свободные люди, отпущенные на льготный срок, отсюда получила название улица Слобода[2].
- В селе проводится районный фестиваль «Голофеевское золотое руно»[8].
- Лучшие земли в Голофеевке принадлежали помещику Времеву. Барщина доходила в летнее время до пяти дней в неделю. За недоимки крестьян пороли на манеже. Из уст старожилов села известно предание о смерти помещика. Времев часто ездил в Харьков, там он посещал игорный дом. Однажды Времев проиграл большую сумму денег. Написав записку жене, он послал  за деньгами своего слугу Гамана Ф.И.. Но в этот день случилось несчастье. Перепившиеся игроки поссорились и один из игроков убил бутылкой Времева. Лакей обрадовался такому случаю, уехал в Голофеевку и взял деньги. Вдова оказалась в долгах, и ее имение было пущено с молотка. Гаман Ф.И. купил это имение и земли через подставных лиц и сам стал помещиком[2]. В Голофеевке, где была экономия помещиков Времевых, сохранилась надгробная плита с текстом: «Под сим камнем почивает нежнейшая чета Наталья Алексеевна Времева, урожденная Мартынова, родившаяся в 1779 году, скончавшаяся в 1806 году февраля 24 дня, и Тимофей Миронович Времев, родившийся в 1774 году, скончавшийся в 18...году»[3].